# Aeropuerto de Rimouski
El Aeropuerto de Rimouski (del inglés: Rimouski Airport) (IATA: YXK, OACI: CYXK) está ubicado a 1,8 MN (3,3 km; 2,1 mi) al noreste de Rimouski, Quebec, Canadá.

## Aerolíneas y destinos
- Air Satellite
  - Ciudad de Quebec / Aeropuerto internacional Jean-Lesage de Quebec